# 1984年日本
本条目记述日本1984年发生的大事件。

## 政府
- 天皇：裕仁
- 內閣總理大臣：中曾根康弘

## 大事記
- 1月到3月之间发生暴雪（五九豪雪），造成131人死亡，1366人受伤。
- 1月18日，三井三池煤礦发生火灾事故，造成83人死亡。
- 2月，麻原彰晃（本名為松本智津夫）设立奥姆真理教的前身—瑜伽道場“奥姆神仙会”。同年7月，“奥姆神仙会”改称“奥姆真理教”，麻原彰晃自称教主，並經常在公眾面前顯示自己在空中漂浮的能力，藉以吸引信眾。[1]
- 发生以格力高食品社长被绑架为开端的格力高·森永事件。
- 9月14日，长野县西部发生地震。
- 日本的平均寿命（无论男女）达到世界第一位。

## 出生
- 1月15日——代永翼，配音員。
- 4月28日——豐永利行，配音員。
- 7月12日——南條愛乃，配音員、歌手。
- 7月30日——木村良平，配音員。
- 10月7日——生田斗真，演員。
- 12月9日——牧口真幸，配音員。

## 逝世
- 4月2日——園田直，政治人物。
- 12月24日——美濃部亮吉，政治人物，曾任東京都知事。